# Choroterpes borbonica
Choroterpes borbonica is een haft uit de familie Leptophlebiidae. De wetenschappelijke naam van de soort is voor het eerst geldig gepubliceerd in 1988 door Belfiore.
De soort komt voor in het Palearctisch gebied.